# Вијетнам на Светском првенству у атлетици на отвореном 2013.
Вијетнам је учествовао на Светском првенству у атлетици на отвореном 2013. одржаном у Москви од 10. до 18. августа а представљала га је једна атлетичарка који се такмичила у ходању на 20 км.,
На овом првенству представница Вијетнама није освојила медаљу, нити је постигла неки рекорд.

## Резултати

### Жене
| Атлетичарка           | Дисциплина   | Лични рекорд | Квалификације | Квалификације | Финале   | Финале       | Детаљи                                    |
| Атлетичарка           | Дисциплина   | Лични рекорд | Резултат      | Место         | Резултат | Место        | Детаљи                                    |
| --------------------- | ------------ | ------------ | ------------- | ------------- | -------- | ------------ | ----------------------------------------- |
| Nguyễn Thị Thanh Phúc | 20 км ходање | 1:33:36 НР   |               |               | 1:36:27  | 47 / 56 (62) | Архивирано на веб-сајту (3. октобар 2019) |